# Copake CDP (Nueva York)
Copake es un lugar designado por el censo ubicado en el condado de Columbia en el estado estadounidense de Nueva York. En el Censo de 2020 tenía una población de 318 habitantes y una densidad poblacional de 99,38 habitantes por km². Fue incluido como CDP en el censo de 2020.

## Geografía
Copake se encuentra ubicado en las coordenadas 42°06′11″N 73°32′59″O / 42.10306, -73.54972. Según la Oficina del Censo de los Estados Unidos,  tiene una superficie total de 3,20 km², todos correspondientes a tierra firme.